# Собков Василь Тимофійович
Василь Тимофійович Собков (20 жовтня 1944, с. Лисанівці, Старосинявський район, Хмельницька область — 1 квітня 2020, Київ) — український військовий діяч, начальник Головного штабу Збройних Сил України — перший заступник Міністра оборони України (1992). Генерал-полковник.

## Біографія
Освіта — Казанське танкове командне училище (1966), Військова академія бронетанкових військ (1977), Військова академія Генерального штабу ЗС СРСР (1984).
Проходив службу у військах Прикарпатського військового округу на посадах командира танкового взводу, танкової роти, командира навчального взводу і навчальної роти. Після закінчення Військової академії бронетанкових військ продовжував службу у складі Групи радянських військ у Німеччині на посадах начальника штабу-заступника командира танкового полку, командира полку, заступника командира танкової дивізії.
- З 1984 — командир мотострілецької дивізії у військах Закавказького військового округу.
- У 1987—1989 — командир армійського корпусу у складі військ Туркестанського військового округу.
- З 1989 — командувач 6-ї гвардійської танкової армії, з 1991 р. — командувач 2-ї танкової армії.
- 4 червня 1992[2] — 25 вересня 1992[3] — начальник Головного штабу Збройних Сил України — перший заступник Міністра оборони України.
- 25 вересня 1992[3] — 7 квітня 1994[4] — Командувач військами Прикарпатського військового округу. Присвоєно військове звання генерал-полковника.
- 7 квітня 1994[4] — 30 вересня 1998[5] — заступник Міністра оборони України — Командувач Сухопутними військами Збройних Сил України.
- 30 вересня 1998 року призначений Генеральним інспектором Генеральної військової інспекції при Президентові України.[5]
- 16 листопада 2004 року указом Президента України Л. Д. Кучми звільнений з військової служби у відставку за станом здоров'я.[6]
- 1 квітня 2020 року помер в місті Києві, поховали 3 квітня 2020 року на Байковому кладовищі.[7]

## Нагороди
- Орден Богдана Хмельницького I ст. (22 жовтня 2004) — за визначні заслуги у зміцненні обороноздатності та безпеки держави, значний особистий внесок у справу становлення і реформування Збройних Сил України[8]
- Орден Богдана Хмельницького III ст. (4 грудня 1996) — за особисті заслуги у розбудові Збройних Сил України, забезпечення виконання покладених на війська завдань[9]
- Орден Червоної Зірки (СРСР)